# 霍明卡
46°42′10″N 30°26′16″E / 46.70278°N 30.43778°E
霍明卡（烏克蘭語：Хоминка）是位於烏克蘭西南部的村莊，由敖德萨州敖德萨区的達奇內市鎮負責管轄。該村始建於1820年，面積0.75平方公里，海拔高度9米，2001年人口105，人口密度每平方公里140.56人。